# Nordals härad
Nordals härad var ett härad i östra Dalsland. I dag ligger området i Melleruds kommun. Häradets areal var 412,24 kvadratkilometer varav 362,17 land. Tingsställe var sedan mitten av 1600-talet Mellerud. 

## Socknar
- Gunnarsnäs
- Dalskog
- Skållerud
- Holm
- Ör
- Järn

samt
- Melleruds köping

## Län, fögderier, domsagor, tingslag och tingsrätter
Häradet hörde mellan 1634 och 1998 till Älvsborgs län, därefter till Västra Götalands län. Församlingarna ingår i Karlstads stift.
Häradets socknar hörde till följande fögderier:
- 1686–1715 Dalslands fögderi
- 1716–1945 Sundals fögderi
- 1946–1966 Melleruds fögderi
- 1967–1990 Vänersborgs fögderi

Häradets socknar tillhörde följande domsagor, tingslag och tingsrätter:
- 1680-1909  Nordals tingslag i 
  - 1680–1769 Tössbo, Vedbo, Nordals, Sundals och Valbo häraders domsaga
  - 1770–1909 Nordals, Sundals och Valbo domsaga
- 1910–1947 Nordals och Sundals tingslag i Nordals, Sundals och Valbo domsaga
- 1948–1969 Nordals, Sundals och Valbo tingslag i Nordals, Sundals och Valbo domsaga
- 1970 Vänersborgs domsagas tingslag i Vänersborgs domsaga

- 1971– Vänersborgs tingsrätt och dess domsaga